# Msta
Msta (ros. Мста) – rzeka w zachodniej Rosji, na terenie obwodów nowogrodzkiego i twerskiego.
Rzeka ma swoje źródło w jeziorze Mstino, na wyżynie Wałdaj. Uchodzi do jeziora Ilmen, tworząc deltę. Jej długość wynosi 445 km, a powierzchnia dorzecza – 23 300 km². Rzeka zamarza w okresie od przełomu listopada i grudnia do kwietnia. Zasilana jest głównie przez topniejące śniegi. Głównymi dopływami są Bieriezajka (lewostronny) i Uwier′ (prawostronny). Żeglowna na odcinku 83 km, od swojego ujścia do ujścia rzeki Chołowa. Stanowi część drogi wodnej łączącej Bałtyk z Morzem Kaspijskim.
Głównym miastem położonym nad rzeką są Borowicze.